# Кшижановиці-Середні
Кшижановиці-Середні (пол. Krzyżanowice Średnie) — село в Польщі, у гміні Пінчів Піньчовського повіту Свентокшиського воєводства.
Населення — 179 осіб (2011).
У 1975-1998 роках село належало до Келецького воєводства.

## Демографія
Демографічна структура на день 31 березня 2011 року:
|          | Загалом | Допрацездатний вік | Працездатний вік | Постпрацездатний вік |
| -------- | ------- | ------------------ | ---------------- | -------------------- |
| Чоловіки | 92      | 19                 | 61               | 12                   |
| Жінки    | 87      | 19                 | 48               | 20                   |
| Разом    | 179     | 38                 | 109              | 32                   |